# 工藤正
工藤 正（くどう ただし、1943年（昭和18年）7月9日 - 2021年（令和3年）6月10日）は、日本の銀行家。みずほ銀行頭取を務めた。

## 人物・来歴
東京大学経済学部卒業後、第一銀行に入行。日本勧業銀行との合併後の第一勧業銀行副頭取などを経て、みずほ銀行の初代頭取に就任した。
同行発足直後、勘定系システムに障害が発生。責任を追及され、対処にあたった。また不良債権問題も深刻化し、みずほコーポレート銀行と共同して企業再生プロジェクトを進め、自行でもリストラやシステム全面統合を行い経費の節減を図った。さらには、みずほインベスターズ証券との共同店舗設置やクレディセゾンやオリコとの提携など、収益力とリテール分野の強化にも取り組んだ。
みずほの業績は改善基調に入ったものの持病であった糖尿病の悪化のため、再建を果たせぬまま2004年（平成16年）2月29日付けでみずほ銀行及びみずほホールディングスを退任した。
ほかに中央不動産特別顧問、古河電工監査役を務めた。
2021年6月10日、肺がんのため死去。77歳没。

## 略歴
- 1967年 - 東京大学経済学部卒業後、第一銀行入行。
- 1971年 - 第一銀行、日本勧業銀行と合併。第一勧業銀行発足。
- 1995年 - 同 取締役 業務推進第六部長。
- 1996年 - 同 取締役 総括部長。
- 1997年 - 同 常務取締役 総括部長 兼 業務開発部長。
- 1998年 - 同 専務取締役。
- 1999年 - 同 カスタマー&コンシューマーバンキング・カンパニー長。
- 2002年 - みずほホールディングス取締役 みずほ銀行頭取。
- 2005年 - 古河電工監査役。
- 2006年 - 富士電機社外取締役。